# Клеть (гора)
Клеть (чеш. Kleť, нем. Schöninger) — гора, расположенная в Южночешском крае в Чехии вблизи города Чески-Крумлов. Высота пика — 1084 м. В ясный день в южном направлении открывается вид на Альпы.
Одноимённая с вершиной обсерватория Клеть расположена на южном склоне горы.